# Salon de réception des diplomates

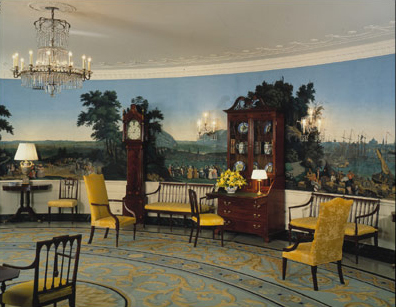
Partie ouest du Salon de réception des diplomates. On y voit le papier peint panoramique de Zuber et Cie, Scenes of North America (Scènes d'Amérique du Nord).

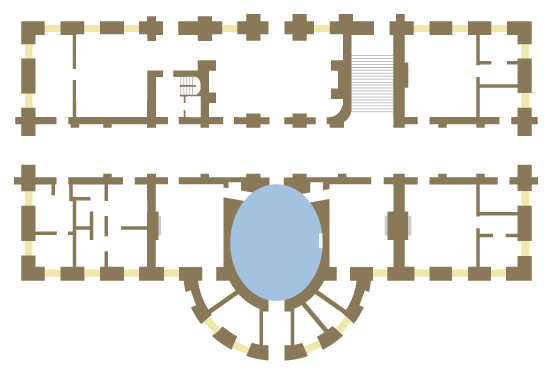
Plan du rez-de-chaussée de la Maison-Blanche avec le salon de réception des ambassadeurs au centre.

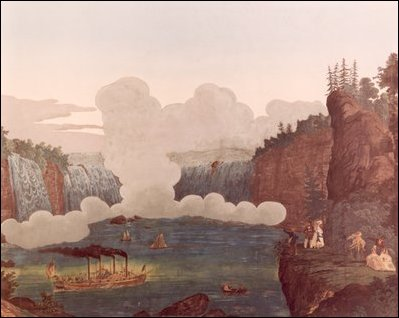
Détail du papier peint panoramique représentant les chutes du Niagara.

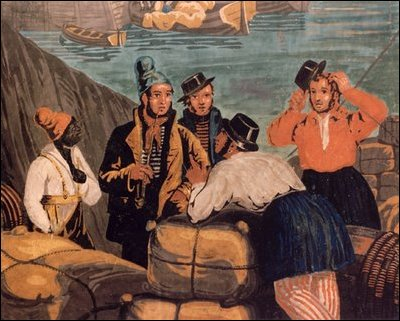
Détail du papier peint panoramique montrant le port de Boston. Les Afro-américains représentés ici arborent le bonnet phrygien signe de leur statut d'hommes libres.

Le salon de réception des diplomates (en anglais, Diplomatic Reception Room) est l'une des trois salles ovales de la Maison-Blanche (White House), résidence du président des États-Unis. Elle est située au rez-de-chaussée et sert d'entrée depuis la pelouse sud (South Lawn) et comme salle de réception pour les ambassadeurs étrangers qui viennent présenter leurs lettres de créance. La cérémonie se passait anciennement dans la salle bleue. C'est par cette pièce qu'un chef d'État étranger pénètre dans la Maison Blanche après la cérémonie officielle d'accueil (State Arrival Ceremony) sur la pelouse sud. La pièce possède quatre portes qui conduisent à la salle des cartes, au hall central, au salon des Porcelaines et à un vestibule qui ouvre sur la pelouse sud.

## Histoire
Pendant les cent premières années de son existence, le rez-de-chaussée était employé comme lieu de service ou de travail. Les domestiques l'utilisèrent comme réserve, cuisines ou salle de maintenance. Ils se retrouvaient là pour les tâches de raccommodage ou de polissage de l'argenterie. En 1837, sous la présidence de Martin Van Buren, on y installa un fourneau pour le premier chauffage central de la Maison Blanche. Plus tard, des bouilleurs à vapeur remplacèrent le système par gravité. Ils restèrent en fonction jusqu'à la rénovation de 1902 par McKim, Mead and White. 
La rénovation de 1902, pendant la présidence de Theodore Roosevelt, modifia profondément le rez-de-chaussée. Les multiples couches de plancher pourri furent dégagées et un nouveau plancher installé. Plusieurs nouvelles pièces furent créées dont les murs furent enduits de plâtre. Des salons pour gentlemen et ladies furent créés ainsi que des salles de bains pour les invités. Charles Follen McKim admirait les voûtes en arêtes des plafonds réalisés par James Hoban dans le hall central. Le hall fut rénové et permit de relier les nouvelles ailes est et ouest. Bien que la salle ovale du rez-de-chaussée eut bénéficié de beaucoup d'améliorations et faisait maintenant partie des pièces d'habitation, elle conservait son caractère de lieu de transit et non de pièce à part entière. 
En 1935, Franklin Roosevelt fit construire une cheminée qui lui permit d'y prononcer ses célèbres « entretiens au coins du feu » (fireside chats). L'architecte de la Maison Blanche, Lorenzo Simmons Winslow, conçut pour la cheminée un nouveau manteau qui, bien que se voulant traditionnel, évoque de façon subtile l'art moderne et ses côtés courbes et nervurés. 
Rebâtie par Harry Truman comme salon, cette pièce fut rénovée en 1960 pendant le mandat de Dwight Eisenhower en pur style fédéral. En 1961,  la nouvelle première dame des États-Unis, Jacqueline Kennedy, continua à superviser ces nouveaux aménagements. Sur les conseils de Henry Francis du Pont, expert en antiquités américaines, et de l'association américaine des décorateurs,The National Society of Interior Design (NSID), elle  fit tapisser la pièce avec un rare exemplaire ancien de papier peint panoramique qui venait d'être découvert dans une maison ancienne en démolition à Thurmont (Maryland). Ce papier peint panoramique, crée en 1834 en France par la manufacture Zuber et Cie à Rixheim, intitulé Vues d'Amérique du Nord, fut imprimé à l'aide de 1690 planches en bois et mettait en scène New-York,  West Point, le port de Boston, le Natural Bridge en Virginie,  les chutes du Niagara. Ce décor se développant sur plusieurs lés , en panorama, était particulièrement adapté à la pièce de forme circulaire et sans fenêtre. 
Un bureau-bibliothèque en acajou signé par John Shaw a été réalisé à Annapolis en 1797. Un ensemble de chaises en arc d'ogive et deux sofas aux pieds évasés sont attribués à l'atelier d'ébénisterie d'Abraham Slover et Jacob Taylor de New York. Les meubles sont tapissés d'un damassé de soie jaune. Une couverture aux nuances bleu et or et incorporant les sceaux ou armoiries des cinquante États de l'Union entourés d'une bordure en ellipse a été spécialement réalisée pour le salon en 1983. Un lustre anglais de style Régence en verre taillé avec des bougeoirs en bronze à trois bras munis de verres de lampe illuminent le salon.